# The Lost Session
The Lost Session — студійний альбом Альберта Кінга, випущений лейблом Stax Records в 1971 році.

## Список композицій
1. «She Won't Gimme No Lovin'» (Альберт Кінг, Джон Мейолл) — 5:56
2. «Cold in Hand» (Альберт Кінг, Джон Мейолл) — 4:44
3. «Stop Lying» (Альберт Кінг, Джон Мейолл) — 3:52
4. «All the Way Down» (Альберт Кінг, Джон Мейолл) — 3:33
5. «Tell Me What True Love Is» (Альберт Кінг, Джон Мейолл) — 4:56
6. «Down the Road I Go» (Альберт Кінг, Джон Мейолл) — 4:36
7. «Money Lovin' Women» (Альберт Кінг, Джон Мейолл) — 5:39
8. «Sun Gone Down [запис 1]» (Альберт Кінг, Джон Мейолл) — 4:41
9. «Brand New Razor» (Альберт Кінг, Джон Мейолл) — 4:32
10. «Sun Gone Down [запис 2]» (Альберт Кінг, Джон Мейолл) — 5:01

## Учасники запису
- Альберт Кінг — гітара, вокал
- Лі Кінг — гітара
- Джон Мейолл — орган, гармоніка, фортепіано, гітара, продюсер
- Кевін — орган, фортепіано
- Блу Мітчелл — труба
- Рон Селіко — ударні
- Кліффорд Соломон, Ерні Воттс — саксофон
- Ларрі Тейлор — бас